# Лазаревский сельсовет (Амурская область)
Ла́заревский сельсове́т — упразднённое сельское поселение в Тамбовском районе Амурской области.
Административный центр — село Лазаревка.

## История
11 июня 2005 года в соответствии с Законом Амурской области № 29-ОЗ муниципальное образование наделено статусом сельского поселения.
Законом Амурской области от 7 мая 2015 года № 537-ОЗ,
Козьмодемьяновский и Лазаревский сельсоветы объединены в Козьмодемьяновский сельсовет.

## Население
| 2002 | 2010 | 2011 | 2012 | 2013 | 2014 | 2015 |
| ---- | ---- | ---- | ---- | ---- | ---- | ---- |
| 463  | ↘380 | →380 | ↘365 | →365 | ↘356 | ↘337 |

## Состав сельского поселения
| № | Населённый пункт | Тип населённого пункта       | Население |
| - | ---------------- | ---------------------------- | --------- |
| 1 | Лазаревка        | село, административный центр | ↘314      |